# Can Primo
Can Primo és una obra noucentista de Montornès del Vallès (Vallès Oriental) protegida com a Bé Cultural d'Interès Local.

## Descripció
Es tracta d'un edifici de planta quadrangular, tipus xalet, situat al centre d'un jardí que conserva una tanca de maçoneria i reixes de ferro que l'envolta quasi completament. La casa té un cos principal cobert amb teulada a doble vessant de teula àrab, amb carener orientat E-O, al que hi ha adossat un cos en forma d' L per la banda nord i est, cobert amb teulada a una vessant amb aiguavessos cap a l'exterior de les façanes corresponents i amb terrassa a la zona est. Sobre el cos principal hi ha el badalot de l'escala que culmina en una torre amb finestres geminades a cadascuna de les cares i una terrassa superior, on quatre pilastres d'obra amb remats arquitectònics sostenen una barana de brendolat de ferro. El conjunt està acabat amb una airosa estructura de ferro en forma d'arc apuntat que suporta el penell i el parallamps al centre.
La casa té dues plantes i golfes. La façana davantera presenta línies molt clare: tres eixos de composició vertical i tres plantes emfatitzades per motllures. Els elements verticals són rectangulars, porta i finestres en planta baixa i tres balcons a la primera planta. Les finestres de les golfes són geminades. Tots aquests elements arquitectònics presenten un guardapols força ample i sobresortint de la façana.
A l'interior de la casa, a més de l'escala, és interessant l'enrajolat original que es conserva al vestíbul i que segueix l'estètica modernista.
Tota l'edificació és un exponent de l'estil noucentista aplicat a una casa que estava destinada l'oci.

## Història
Can Primo va ser la primera torre d'estiueig que es va construir al carrer Major a finals del segle xix, l'any 1898, ocupant els números 21-23. En el moment de la construcció la casa quedava allunyada del nucli antic, i durant molts anys hi va passar temporades el doctor Bonaventura Castellanos, conegut pediatre de Barcelona.